# Martin Kove
Martin Kove, född 6 mars 1946 i New York, är en amerikansk film- och TV-skådespelare som är mest känd för sin roll som John Kreese i filmerna om Karate Kid och i Netflixserien Cobra Kai. Han är även känd för att ha medverkat i filmen Rambo – First Blood II och i TV-serier som Cagney och Lacey i rollen som Victor Isbecki.